# 楊維興
楊維興（？—1795年），18世紀興達戶的領導者，楊獻才的繼任者。在其統治期間，興達戶領地對外擴張，吸收了鄰近的村寨，領土比父親時代拓展了10倍。楊維興在戰勝入侵者之後，派遣家族成員管理新的領地。衙門從渣子樹埡口，搬到楂子樹大寨。